# Lancer du javelot
Le lancer du javelot est une discipline athlétique consistant à lancer un engin appelé javelot fait en métal, en fibre de verre ou en fibre de carbone. Cette épreuve n'est pas toujours présente aux meetings d'athlétisme notamment en raison des règles de sécurité.

## Compétitions et lancers
Les règles du lancer du javelot sont équivalentes aux autres types de lancers (disque, marteau ou poids). Les compétiteurs ont tous droit à six essais. Dans les compétitions donnant droit à un titre, ou une prime nécessitant un classement, les lanceurs de javelot ont droit à trois essais, puis les huit meilleurs à l'issue de ces trois lancers ont la possibilité de lancer trois essais supplémentaires, le vainqueur est celui qui aura envoyé le plus loin possible le javelot, distance mesurée au centimètre près. La pointe du javelot doit toucher en premier le sol au moment de l'impact pour que l'essai soit validé. Contrairement au lancer de disque, de marteau et de poids (pour les adeptes du lancer en rotation), le lanceur de javelot effectue une course d'élan rectiligne avant le lancer, course réalisée en deux temps sur la même surface utilisée que pour la course (le tartan). Dans un premier temps dit d'élan, l'athlète réalise une course classique face à l'aire de lancer, le javelot placé sur le côté. Dans un deuxième temps, dans la phase dite de préparation, le lanceur se place de profil et se déplace en pas croisé devant, le javelot placé à la tempe et le bras lanceur armé derrière la tête. Dans l'ultime phase de la course d'élan, le bras lanceur est mis en tension par élasticité sur l'ultime double appui de la course d'élan. La course est ainsi arrêtée violemment, transmettant toute la vitesse de déplacement dans l'épaule qui se détend comme une catapulte propulsant le javelot.

## Caractéristique du javelot

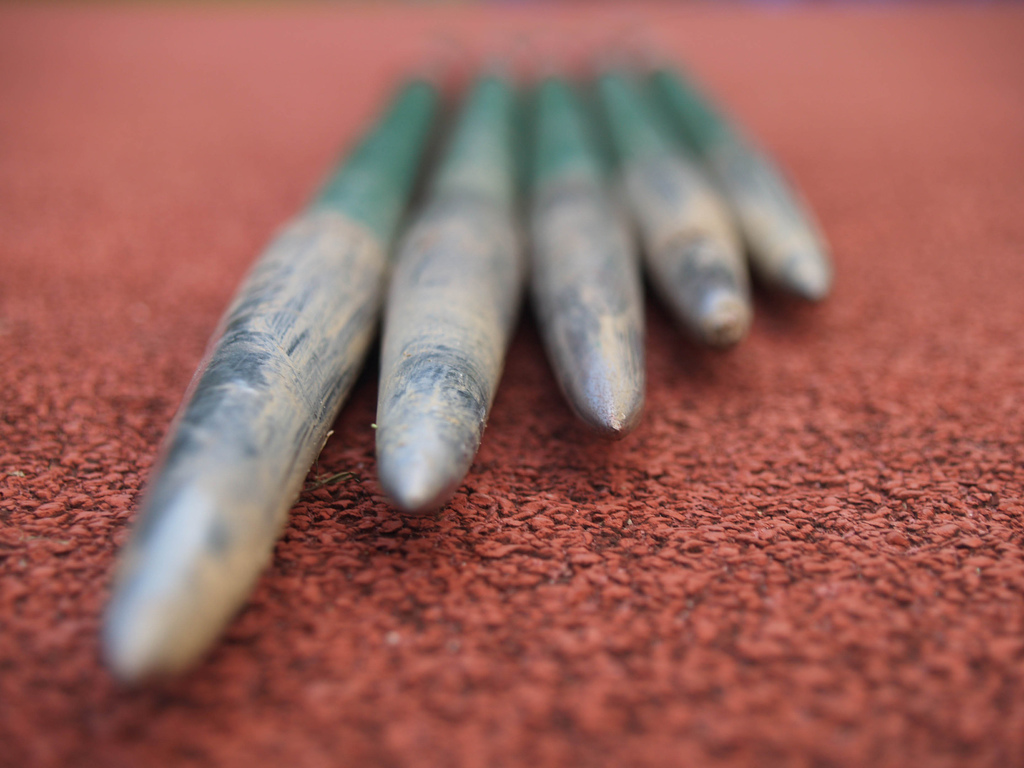
Pointes de javelots.

En raison des distances atteintes de plus en plus longues, dont le summum fut les 104,80 mètres de l'Est-Allemand Uwe Hohn, le javelot des hommes qui pesait 800 grammes fut redessiné en 1986, ce qui a réduit alors les performances d'environ 10 %.
| Catégorie       | Hommes   | Femmes   |
| --------------- | -------- | -------- |
| Senior          | 0,800 kg | 0,600 kg |
| Espoir - Junior | 0,800 kg | 0,600 kg |
| Cadet           | 0,700 kg | 0,500 kg |

## Historique

### Révolutions matérielles
L'athlétisme trouve son fondement dans l'activité originelle du genre humain, qu'elle soit purement pacifique et utilitaire ou guerrière. Le lancer du javelot émarge de ces deux catégories d'action. On trouve trace de branches d'arbres que l'on taille en pointe avant que l'on ajoute un silex taillé. Plus tard l'âge de pierre apporte un progrès avec l'apparition à l’embout de la lance d'une pointe métallique, permettant à cette lance de devenir plus meurtrière. C'est alors que l'Homme décide de comparer son adresse et son agilité en créant de véritables concours.
Le javelot est aussi utilisé par toutes les armées de l'Antiquité, il se crée ainsi de véritables écoles encadrées où les enfants apprennent le maniement du javelot.
Introduit aux Jeux Olympiques en 708 av J-C, le lancer du javelot, comme celui du disque, constitue l'une des cinq épreuves du pentathlon. Mais la technique utilisée par les pentathlètes est bien différente de celle que l'on connaît. En effet il fallait non pas le lancer le plus loin possible mais le lancer sur une cible; de plus, l'engin est muni d'une courroie fixée au javelot. Le javelot est fait d'une baguette de bois d'olivier de longueur variant de 2,3 à 2,4 mètres et est relativement léger : 400 grammes.
Jusqu'à l'effondrement du monde grec, le lancer du javelot demeure l'une des activités les plus pratiquées à travers le bassin méditerranéen. À l'époque de Rome, l'engin devient plus lourd : 800 grammes et plus long : 2,70 mètres, il est en bois de cornouiller avec une pointe de fer.[réf. nécessaire]
En 1951, l'Américain Bud Held fait évoluer la discipline en inventant et utilisant le premier javelot creux, et en raccourcissant la pointe métallique au bout de son modèle. Par ailleurs, il conçoit et commercialise le premier engin en aluminium en 1954. Il améliore à deux reprises le record du monde de la discipline en 1953 et 1955.
En 1956, l'Espagnol Félix Erausquin (en) arrive à lancer son javelot à plus de 100 m. Sa technique était de se mettre en rotation avec son javelot (à la manière d'un lanceur de disque). Mais l'Association internationale des fédérations d'athlétisme (IAAF) ne validera jamais ce record car la technique est jugée trop dangereuse et modifiera le règlement du lancer de façon à interdire l'usage de cette technique.
En 1984, le lanceur Uwe Hohn d'Allemagne de l'Est bat le record du monde avec un jet à 104,80 m ; il est le seul homme à avoir lancé à plus de 100 m. Le javelot arrive alors quelques mètres derrière le sautoir en hauteur. Pour des raisons de sécurité, le centre de gravité de l'engin est avancé de 4 cm. Cela a pour effet à la fois de réduire la longueur des jets de 10 %, mais également de faire piquer le javelot plus en avant, s'enfonçant mieux au sol au lieu d'arriver plus à l'horizontale et de glisser en avant, ce changement permettant un jugement plus facile du jet et renforçant la sécurité.
En 1985, sort la nouvelle réglementation sur les javelots mais le règlement ne prévoit pas que les engins soient lisses : certains athlètes modifient la forme des javelots notamment par l'ajout de creux ou de trous, déplaçant le centre de pression plus près du centre de gravité (avancé de 4 cm modifié en 1984) et permettant de ce fait de récupérer une partie de la distance perdue. En 1991, le règlement est modifié, interdisant les javelots personnels, les athlètes devant choisir parmi quelques modèles officiels.

### Javelot aux Jeux olympiques

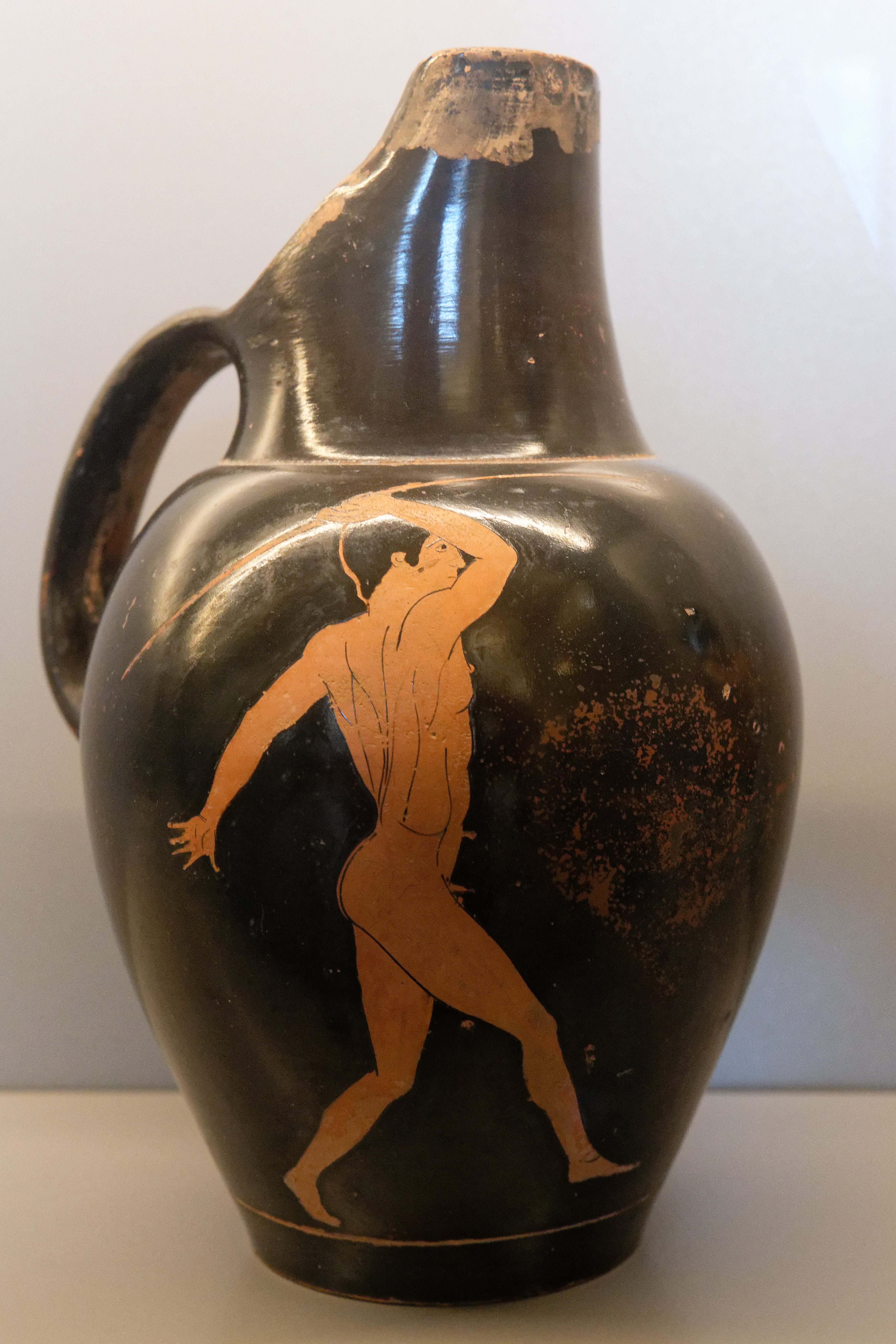
Lanceur de javelot. Œnochoé attique à figures rouges, vers 450 av. J.-C.

Le lancer du javelot prit part aux Jeux olympiques à partir de 1908. Bien que le javelot soit de nos jours utilisé seulement dans le sport, il existe une longue histoire de son utilisation pour la chasse. Ainsi de nombreuses références sont liées à l'ancienne civilisation grecque qui pratiquait de son temps aussi une forme de lancer du javelot dans les Jeux olympiques antiques. L'objectif à l'époque était plutôt d'atteindre une cible.

### Incidents et accidents
Le 13 juillet 2007, Salim Sdiri, détenteur du record de France du saut en longueur, a été touché par un javelot au Stade olympique de Rome alors qu'il était en train de se rhabiller entre deux essais. Touché au foie et au rein, il avait du être hospitalisé, et n'a pu reprendre la compétition qu'en 2008.
En 2012, un juge officiel est mort après avoir été touché au cou lors d'une compétition à Düsseldorf. Parmi les causes de l'accident mortel figurent le vent qui rendait difficile l'évaluation de la trajectoire du javelot, et l'imprudence du juge qui était entré dans la zone alors que le javelot était toujours en l'air.
En 2019, le sprinter Elija Godwin s'est empalé sur un javelot planté dans le sol, qui lui avait perforé un poumon.

## Records

### Records du monde
Le record du monde chez les hommes fut établi par le Tchèque Jan Železný à Iéna en Allemagne le 25 mai 1996 avec une distance de 98,48 mètres. Chez les femmes, le record est détenu par la Tchèque Barbora Špotáková avec 72,28 mètres, performance effectuée à Stuttgart en Allemagne le 13 septembre 2008.
| Genre | Marque  | Athlète           | Date              | Lieu      |
| ----- | ------- | ----------------- | ----------------- | --------- |
| M     | 98,48 m | Jan Železný       | 25 mai 1996       | Iéna      |
| F     | 72,28 m | Barbora Špotáková | 13 septembre 2008 | Stuttgart |

#### Femmes

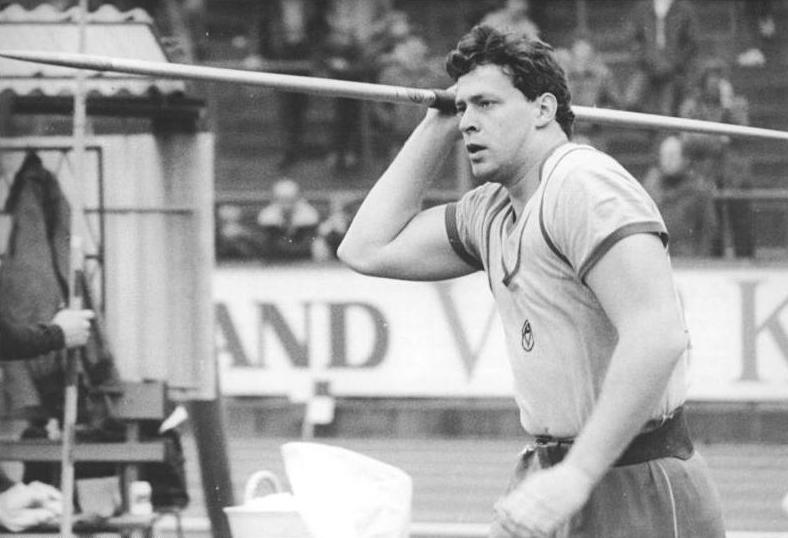
Uwe Hohn.

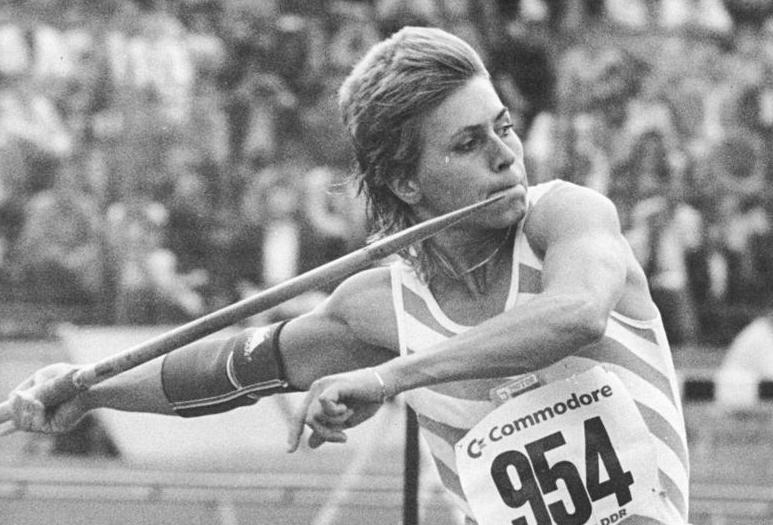
Petra Felke.

### Records continentaux
| Continent                                                 | Hommes (au 14 juillet 2024) | Hommes (au 14 juillet 2024) | Hommes (au 14 juillet 2024) | Hommes (au 14 juillet 2024) | Femmes (au 14 juillet 2024) | Femmes (au 14 juillet 2024) | Femmes (au 14 juillet 2024) | Femmes (au 14 juillet 2024) |
| Continent                                                 | Marque                      | Athlète                     | Nation                      | Date                        | Marque                      | Athlète                     | Nation                      | Date                        |
| --------------------------------------------------------- | --------------------------- | --------------------------- | --------------------------- | --------------------------- | --------------------------- | --------------------------- | --------------------------- | --------------------------- |
| Afrique (records)                                         | 92,72 m                     | Julius Yego                 | Kenya                       | 26 août 2015                | 69,35 m                     | Sunette Viljoen             | Afrique du Sud              | 9 juin 2012                 |
| Asie (records)                                            | 92,97 m                     | Arshad Nadeem               | Pakistan                    | 8 août 2024                 | 67,98 m                     | Lyu Huihui                  | Chine                       | 2 août 2019                 |
| Europe (records)                                          | 98,48 m                     | Jan Železný                 | Tchéquie                    | 25 mai 1996                 | 72,28 m                     | Barbora Špotáková           | Tchéquie                    | 13 septembre 2008           |
| Amérique du Nord, Amérique centrale et Caraïbes (records) | 93,07 m                     | Anderson Peters             | Grenade                     | 13 mai 2022                 | 71,70 m                     | Olisdeilys Menéndez         | Cuba                        | 14 août 2005                |
| Océanie (records)                                         | 89,02 m                     | Jarrod Bannister            | Australie                   | 29 février 2008             | 68,92 m                     | Kathryn Mitchell            | Australie                   | 11 avril 2018               |
| Amérique du Sud (records)                                 | 85,57 m                     | Luiz Maurício da Silva      | Brésil                      | 30 juin 2024                | 66,70 m                     | Flor Ruíz                   | Colombie                    | 12 mai 2024                 |

## Statistiques

### Dix meilleures performances de tous les temps
| Rang | Marque  | Athlète         | Lieu         | Date             |
| 1    | 98,48 m | Jan Železný     | Iéna         | 25 mai 1996      |
| 2    | 97,76 m | Johannes Vetter | Chorzów      | 6 septembre 2020 |
| 3    | 96,29 m | Johannes Vetter | Chorzów      | 29 mai 2021      |
| 4    | 95,66 m | Jan Železný     | Sheffield    | 29 août 1993     |
| 5    | 95,54 m | Jan Železný     | Polokwane    | 6 avril 1993     |
| 6    | 94,64 m | Jan Železný     | Ostrava      | 31 mai 1996      |
| 7    | 94,44 m | Johannes Vetter | Lucerne      | 11 juillet 2017  |
| 8    | 94,20 m | Johannes Vetter | Ostrava      | 19 mai 2021      |
| 9    | 94,02 m | Jan Železný     | Stellenbosch | 26 mars 1997     |
| 10   | 93,90 m | Thomas Röhler   | Doha         | 5 mai 2017       |

| Rang | Marque  | Athlète             | Lieu      | Date               |
| 1    | 72,28 m | Barbora Špotáková   | Stuttgart | 13 septembre 2008  |
| 2    | 71,70 m | Olisdeilys Menéndez | Helsinki  | 14 août 2005       |
| 3    | 71,58 m | Barbora Špotáková   | Daegu     | 2 septembre 2011   |
| 4    | 71,54 m | Olisdeilys Menéndez | Réthymnon | 1er juillet 2001   |
| 5    | 71,53 m | Olisdeilys Menéndez | Athènes   | 27 août 2004       |
| 6    | 71,42 m | Barbora Špotáková   | Pékin     | 21 août 2008       |
| 6    | 71,40 m | Maria Andrejczyk    | Split     | 9 mai 2021         |
| 8    | 70,53 m | Mariya Abakumova    | Berlin    | 1er septembre 2013 |
| 9    | 70,20 m | Christina Obergföll | Munich    | 23 juin 2007       |
| 10   | 70,03 m | Christina Obergföll | Helsinki  | 14 août 2005       |

### Meilleurs performeurs de tous les temps
| Marque  | Athlète                | Lieu       | Date             |
| ------- | ---------------------- | ---------- | ---------------- |
| 98,48 m | Jan Železný            | Iéna       | 25 mai 1996      |
| 97,76 m | Johannes Vetter        | Chorzów    | 6 septembre 2020 |
| 93,90 m | Thomas Röhler          | Doha       | 5 mai 2017       |
| 93,09 m | Aki Parviainen         | Kuortane   | 26 juin 1999     |
| 93,07 m | Anderson Peters        | Doha       | 14 mai 2022      |
| 92,72 m | Julius Yego            | Pékin      | 26 août 2015     |
| 92,61 m | Sergey Makarov         | Sheffield  | 30 juin 2002     |
| 92,60 m | Raymond Hecht          | Oslo       | 21 juin 1995     |
| 92,06 m | Andreas Hofmann        | Offenbourg | 2 juin 2018      |
| 91,69 m | Konstadínos Gatsioúdis | Kuortane   | 24 juin 2000     |

| Marque  | Athlète             | Lieu       | Date               |
| ------- | ------------------- | ---------- | ------------------ |
| 72,28 m | Barbora Špotáková   | Stuttgart  | 13 septembre 2008  |
| 71,70 m | Olisdeilys Menéndez | Helsinki   | 14 août 2005       |
| 71,40 m | Maria Andrejczyk    | Split      | 9 mai 2021         |
| 70,53 m | Mariya Abakumova    | Berlin     | 1er septembre 2013 |
| 70,20 m | Christina Obergföll | Munich     | 23 juin 2007       |
| 69,48 m | Trine Hattestad     | Oslo       | 28 juillet 2000    |
| 69,35 m | Sunette Viljoen     | New York   | 9 juin 2012        |
| 69,19 m | Christin Hussong    | Chorzów    | 30 mai 2021        |
| 68,92 m | Kathryn Mitchell    | Gold Coast | 11 avril 2018      |
| 68,43 m | Sara Kolak          | Lausanne   | 6 juillet 2017     |

### Meilleures performances mondiales de l'année
| Année                    | Marque                   | Athlète                  | Nationalité              | Lieu                     |
| Ancien modèle de javelot | Ancien modèle de javelot | Ancien modèle de javelot | Ancien modèle de javelot | Ancien modèle de javelot |
| ------------------------ | ------------------------ | ------------------------ | ------------------------ | ------------------------ |
| 1968                     | 91,98 m                  | Jānis Lūsis              | Union soviétique         | Saarijärvi               |
| 1969                     | 92,70 m                  | Jorma Kinnunen           | Finlande                 | Tampere                  |
| 1970                     | 92,64 m                  | Pauli Nevala             | Finlande                 | Helsinki                 |
| 1971                     | 90,68 m                  | Jānis Lūsis              | Union soviétique         | Helsinki                 |
| 1972                     | 93,80 m                  | Jānis Lūsis              | Union soviétique         | Stockholm                |
| 1973                     | 94,08 m                  | Klaus Wolfermann         | Allemagne de l'Ouest     | Leverkusen               |
| 1974                     | 89,58 m                  | Hannu Siitonen           | Finlande                 | Rome                     |
| 1975                     | 91,38 m                  | Miklós Németh            | Hongrie                  | Budapest                 |
| 1976                     | 94,58 m                  | Miklós Németh            | Hongrie                  | Montréal                 |
| 1977                     | 94,10 m                  | Miklós Németh            | Hongrie                  | Stockholm                |
| 1978                     | 94.22                    | Michael Wessing          | Allemagne de l'Ouest     | Oslo                     |
| 1979                     | 93,84 m                  | Pentti Sinersaari        | Finlande                 | Auckland                 |
| 1980                     | 96,72 m                  | Ferenc Paragi            | Hongrie                  | Tata                     |
| 1981                     | 92,48 m                  | Detlef Michel            | Allemagne de l'Est       | Berlin                   |
| 1982                     | 95,80 m                  | Bob Roggy                | États-Unis               | Stuttgart                |
| 1983                     | 99,72 m                  | Tom Petranoff            | États-Unis               | Westwood                 |
| 1984                     | 104,80 m                 | Uwe Hohn                 | Allemagne de l'Est       | Berlin                   |
| 1985                     | 96,96 m                  | Uwe Hohn                 | Allemagne de l'Est       | Canberra                 |
| Modèle actuel            |                          |                          |                          |                          |
| 1986                     | 85,74 m                  | Klaus Tafelmeier         | Allemagne de l'Ouest     | Côme                     |
| 1987                     | 87,66 m                  | Jan Železný              | Tchécoslovaquie          | Nitra                    |
| 1988                     | 86,88 m                  | Jan Železný              | Tchécoslovaquie          | Leverkusen               |
| 1989                     | 87,60 m                  | Kazuhiro Mizoguchi       | Japon                    | San José                 |
| 1990                     | 89,58 m                  | Steve Backley            | Royaume-Uni              | Stockholm                |
| 1991                     | 90,82 m                  | Kimmo Kinnunen           | Finlande                 | Tokyo                    |
| 1992                     | 91,46 m                  | Steve Backley            | Royaume-Uni              | Auckland                 |
| 1993                     | 95,66 m                  | Jan Železný              | Tchéquie                 | Sheffield                |
| 1994                     | 91,82 m                  | Jan Železný              | Tchéquie                 | Sheffield                |
| 1995                     | 92,60 m                  | Raymond Hecht            | Allemagne                | Oslo                     |
| 1996                     | 98,48 m                  | Jan Železný              | Tchéquie                 | Iéna                     |
| 1997                     | 94,02 m                  | Jan Železný              | Tchéquie                 | Stellenbosch             |
| 1998                     | 90,88 m                  | Aki Parviainen           | Finlande                 | Tartu                    |
| 1999                     | 93,09 m                  | Aki Parviainen           | Finlande                 | Kuortane                 |
| 2000                     | 91,69 m                  | Konstadinós Gatsioúdis   | Grèce                    | Kuortane                 |
| 2001                     | 92,80 m                  | Jan Železný              | Tchéquie                 | Edmonton                 |
| 2002                     | 92,61 m                  | Sergey Makarov           | Russie                   | Sheffield                |
| 2003                     | 90,11 m                  | Sergey Makarov           | Russie                   | Dessau                   |
| 2004                     | 87,73 m                  | Aleksandr Ivanov         | Russie                   | Ostrava                  |
| 2005                     | 91,53 m                  | Tero Pitkämäki           | Finlande                 | Kuortane                 |
| 2006                     | 91,59 m                  | Andreas Thorkildsen      | Norvège                  | Oslo                     |
| 2007                     | 91,29 m                  | Breaux Greer             | États-Unis               | Indianapolis             |
| 2008                     | 90,57 m                  | Andreas Thorkildsen      | Norvège                  | Pékin                    |
| 2009                     | 91,28 m                  | Andreas Thorkildsen      | Norvège                  | Zurich                   |
| 2010                     | 90,37 m                  | Andreas Thorkildsen      | Norvège                  | Florø                    |
| 2011                     | 90,61 m                  | Andreas Thorkildsen      | Norvège                  | Byrkjelo                 |
| 2012                     | 88,34 m                  | Vítězslav Veselý         | Tchéquie                 | Londres                  |
| 2013                     | 89,03 m                  | Tero Pitkämäki           | Finlande                 | Bad Köstritz             |
| 2014                     | 89,21 m                  | Ihab Abdelrahman         | Égypte                   | Shanghai                 |
| 2015                     | 92,72 m                  | Julius Yego              | Kenya                    | Pékin                    |
| 2016                     | 91,28 m                  | Thomas Röhler            | Allemagne                | Turku                    |
| 2017                     | 94,44 m                  | Johannes Vetter          | Allemagne                | Lucerne                  |
| 2018                     | 92,70 m                  | Johannes Vetter          | Allemagne                | Leiria                   |
| 2019                     | 90,61 m                  | Magnus Kirt              | Estonie                  | Kuortane                 |
| 2020                     | 97,76 m                  | Johannes Vetter          | Allemagne                | Chorzów                  |
| 2021                     | 96,29 m                  | Johannes Vetter          | Allemagne                | Chorzów                  |
| 2022                     | 93,07 m                  | Anderson Peters          | Grenade                  | Doha                     |
| 2023                     | 89,51 m                  | Jakub Vadlejch           | Tchéquie                 | Turku                    |

| Année                    | Marque                   | Athlète                  | Nationalité              | Lieu                     |
| Ancien modèle de javelot | Ancien modèle de javelot | Ancien modèle de javelot | Ancien modèle de javelot | Ancien modèle de javelot |
| ------------------------ | ------------------------ | ------------------------ | ------------------------ | ------------------------ |
| 1968                     | 60,36 m                  | Angéla Németh            | Hongrie                  | Mexico                   |
| 1969                     | 60,58 m                  | Angéla Németh            | Hongrie                  | Budapest                 |
| 1970                     | 61,77 m                  | Petra Rivers             | Australie                | Melbourne                |
| 1971                     | 62,10 m                  | Ewa Gryziecka            | Pologne                  | Varsovie                 |
| 1972                     | 65,06 m                  | Ruth Fuchs               | Allemagne de l'Est       | Potsdam                  |
| 1973                     | 66,10 m                  | Ruth Fuchs               | Allemagne de l'Est       | Édimbourg                |
| 1974                     | 67,22 m                  | Ruth Fuchs               | Allemagne de l'Est       | Rome                     |
| 1975                     | 66,46 m                  | Ruth Fuchs               | Allemagne de l'Est       | Sudbury                  |
| 1976                     | 69,12 m                  | Ruth Fuchs               | Allemagne de l'Est       | Berlin                   |
| 1977                     | 69,32 m                  | Kathy Schmidt            | États-Unis               | Fürth                    |
| 1978                     | 69,16 m                  | Ruth Fuchs               | Allemagne de l'Est       | Prague                   |
| 1979                     | 69,52 m                  | Ruth Fuchs               | Allemagne de l'Est       | Dresde                   |
| 1980                     | 70,08 m                  | Tatyana Biryulina        | Union soviétique         | Podolsk                  |
| 1981                     | 71,88 m                  | Antoaneta Todorova       | Bulgarie                 | Zagreb                   |
| 1982                     | 74,20 m                  | Sofia Sakorafa           | Grèce                    | La Canée                 |
| 1983                     | 74,76 m                  | Tiina Lillak             | Finlande                 | Tampere                  |
| 1984                     | 74,72 m                  | Petra Felke              | Allemagne de l'Est       | Celje                    |
| 1985                     | 75,40 m                  | Petra Felke              | Allemagne de l'Est       | Schwerin                 |
| 1986                     | 77,44 m                  | Fatima Whitbread         | Royaume-Uni              | Stuttgart                |
| 1987                     | 78,90 m                  | Petra Felke              | Allemagne de l'Est       | Leipzig                  |
| 1988                     | 80,00 m                  | Petra Felke              | Allemagne de l'Est       | Potsdam                  |
| 1989                     | 76,88 m                  | Petra Felke              | Allemagne de l'Est       | Macerata                 |
| 1990                     | 73,08 m                  | Petra Felke              | Allemagne                | Manaus                   |
| 1991                     | 71,44 m                  | Trine Hattestad          | Norvège                  | Fana                     |
| 1992                     | 70,36 m                  | Natalya Shikolenko       | Biélorussie              | Moscou                   |
| 1993                     | 72,12 m                  | Trine Hattestad          | Norvège                  | Oslo                     |
| 1994                     | 71,40 m                  | Natalya Shikolenko       | Biélorussie              | Séville                  |
| 1995                     | 71,18 m                  | Natalya Shikolenko       | Biélorussie              | Zurich                   |
| 1996                     | 69,42 m                  | Steffi Nerius            | Allemagne                | Monaco                   |
| 1997                     | 69,66 m                  | Trine Hattestad          | Norvège                  | Helsinki                 |
| 1998                     | 70,10 m                  | Tanja Damaske            | Allemagne                | Berlin                   |
| Modèle actuel            |                          |                          |                          |                          |
| 1999                     | 68,19 m                  | Trine Hattestad          | Norvège                  | Fana                     |
| 2000                     | 69,48 m                  | Trine Hattestad          | Norvège                  | Oslo                     |
| 2001                     | 71,54 m                  | Osleidys Menéndez        | Cuba                     | Réthymnon                |
| 2002                     | 67,47 m                  | Miréla Manjani           | Grèce                    | Munich                   |
| 2003                     | 66,52 m                  | Miréla Manjani           | Grèce                    | Paris                    |
| 2004                     | 71,53 m                  | Osleidys Menéndez        | Cuba                     | Athènes                  |
| 2005                     | 71,70 m                  | Osleidys Menéndez        | Cuba                     | Helsinki                 |
| 2006                     | 66,91 m                  | Christina Obergföll      | Allemagne                | Athènes                  |
| 2007                     | 70,20 m                  | Christina Obergföll      | Allemagne                | Munich                   |
| 2008                     | 72,28 m                  | Barbora Špotáková        | Tchéquie                 | Stuttgart                |
| 2009                     | 68,92 m                  | Mariya Abakumova         | Russie                   | Berlin                   |
| 2010                     | 68,89 m                  | Mariya Abakumova         | Russie                   | Doha                     |
| 2011                     | 71,99 m                  | Mariya Abakumova         | Russie                   | Daegu                    |
| 2012                     | 69,55 m                  | Barbora Špotáková        | Tchéquie                 | Londres                  |
| 2013                     | 70,53 m                  | Mariya Abakumova         | Russie                   | Berlin                   |
| 2014                     | 67,99 m                  | Barbora Špotáková        | Tchéquie                 | Bruxelles                |
| 2015                     | 67,69 m                  | Kathrina Molitor         | Allemagne                | Pékin                    |
| 2016                     | 67,11 m                  | Maria Andrejczyk         | Pologne                  | Rio de Janeiro           |
| 2017                     | 68,43 m                  | Sara Kolak               | Croatie                  | Lausanne                 |
| 2018                     | 68,92 m                  | Kathryn Mitchell         | Australie                | Gold Coast               |
| 2019                     | 67,98 m                  | Lü Huihui                | Chine                    | Shenyang                 |
| 2020                     | 67,61 m                  | Lü Huihui                | Chine                    | Pékin                    |
| 2021                     | 71,40 m                  | Maria Andrejczyk         | Pologne                  | Split                    |
| 2022                     | 68,11 m                  | Kara Winger              | États-Unis               | Bruxelles                |
| 2023                     | 67,38 m                  | Haruka Kitaguchi         | Japon                    | Bruxelles                |

## Palmarès olympique et mondial
| Compétition   | Hommes              | Femmes              |
| ------------- | ------------------- | ------------------- |
| Jeux 1908     | Eric Lemming        |                     |
| Jeux 1912     | Eric Lemming        |                     |
| Jeux 1920     | Jonni Myyrä         |                     |
| Jeux 1924     | Jonni Myyrä         |                     |
| Jeux 1928     | Erik Lundqvist      |                     |
| Jeux 1932     | Matti Järvinen      | Babe Didrikson      |
| Jeux 1936     | Gerhard Stöck       | Tilly Fleischer     |
| Jeux 1948     | Tapio Rautavaara    | Herma Bauma         |
| Jeux 1952     | Cyrus Young         | Dana Zátopková      |
| Jeux 1956     | Egil Danielsen      | Inese Jaunzeme      |
| Jeux 1960     | Viktor Tsybulenko   | Elvīra Ozoliņa      |
| Jeux 1964     | Pauli Nevala        | Mihaela Peneş       |
| Jeux 1968     | Jānis Lūsis         | Angéla Németh       |
| Jeux 1972     | Klaus Wolfermann    | Ruth Fuchs          |
| Jeux 1976     | Miklós Németh       | Ruth Fuchs          |
| Jeux 1980     | Dainis Kūla         | María Caridad Colón |
| Mondiaux 1983 | Detlef Michel       | Tiina Lillak        |
| Jeux 1984     | Arto Härkönen       | Tessa Sanderson     |
| Mondiaux 1987 | Seppo Räty          | Fatima Whitbread    |
| Jeux 1988     | Tapio Korjus        | Petra Felke         |
| Mondiaux 1991 | Kimmo Kinnunen      | Xu Demei            |
| Jeux 1992     | Jan Železný         | Silke Renk          |
| Mondiaux 1993 | Jan Železný         | Trine Hattestad     |
| Mondiaux 1995 | Jan Železný         | Natalya Shikolenko  |
| Jeux 1996     | Jan Železný         | Heli Rantanen       |
| Mondiaux 1997 | Marius Corbett      | Trine Hattestad     |
| Mondiaux 1999 | Aki Parviainen      | Miréla Manjani      |
| Jeux 2000     | Jan Železný         | Trine Hattestad     |
| Mondiaux 2001 | Jan Železný         | Osleidys Menéndez   |
| Mondiaux 2003 | Sergueï Makarov     | Miréla Manjani      |
| Jeux 2004     | Andreas Thorkildsen | Osleidys Menéndez   |
| Mondiaux 2005 | Andrus Värnik       | Osleidys Menéndez   |
| Mondiaux 2007 | Tero Pitkämäki      | Barbora Špotáková   |
| Jeux 2008     | Andreas Thorkildsen | Barbora Špotáková   |
| Mondiaux 2009 | Andreas Thorkildsen | Steffi Nerius       |
| Mondiaux 2011 | Matthias de Zordo   | Mariya Abakumova    |
| Jeux 2012     | Keshorn Walcott     | Barbora Špotáková   |
| Mondiaux 2013 | Vítězslav Veselý    | Christina Obergföll |
| Mondiaux 2015 | Julius Yego         | Kathrina Molitor    |
| Jeux 2016     | Thomas Röhler       | Sara Kolak          |
| Mondiaux 2017 | Johannes Vetter     | Barbora Špotáková   |
| Mondiaux 2019 | Anderson Peters     | Kelsey-Lee Barber   |
| Jeux 2020     | Neeraj Chopra       | Liu Shiying         |
| Mondiaux 2022 | Anderson Peters     | Kelsey-Lee Barber   |
| Mondiaux 2023 | Neeraj Chopra       | Haruka Kitaguchi    |
| Jeux 2020     | Arshad Nadeem       | Haruka Kitaguchi    |